# Mbayang Sow
Pour les articles homonymes, voir Sow.
Mbayang Sow, née le 21 janvier 1993 à Médina au Sénégal, est une footballeuse internationale sénégalaise évoluant au poste de défenseure.

## Carrière

### En club
Mbayang Sow débute en 2012 aux Aigles de la Médina, avant de jouer aux Sirènes de Grand-Yoff.
Elle joue au FC Lillers puis au FF Yzeure en France avant de retourner au Sénégal, évoluant notamment sous le maillot de l'Union sportive des Parcelles Assainies, où elle réalise le doublé Coupe-Championnat lors de la saison 2021-2022. En septembre 2022, elle devient joueuse de l'Olympique de Marseille. Elle retrouve d’ailleurs à Marseille, deux de ses coéquipières : Mama Diop et Ndeye Awa Diakhaté. Elle quitte le club olympien en juin 2024.

### En sélection
Elle fait partie de l'équipe du Sénégal participant au Championnat d'Afrique féminin 2012. Lors du match contre la République démocratique du Congo, elle écope d'un carton rouge pour une main dans la surface de réparation
Elle est la vice-capitaine de la sélection quart-de-finaliste de la Coupe d'Afrique des nations féminine 2022.